# Psalms for the Dead
Psalms for the Dead är doom metal-bandet Candlemass elfte studioalbum, utgivet 2012. Det sägs vara sista plattan vi får från Candlemass.

## Låtlista
1. "Prophet" - 6:05
2. "The Sound Of Dying Demons" - 5:30
3. "Dancing In The Temple (Of The Mad Queen Bee)" - 3:38
4. "Waterwitch" - 7:03
5. "The Lights Of Thebe" - 5:49
6. "Psalms For The Dead" - 5:15
7. "The Killing Of The Sun" - 4:09
8. "Siren Song" - 5:57
9. "Black As Time" - 6:47

## Medverkande musiker
- Leif Edling - bas
- Robert Lowe - sång
- Mats "Mappe" Björkman - kompgitarr
- Lars Johansson - sologitarrer
- Jan Lindh - trummor